# BAFTA de melhor cinematografia
O BAFTA de Melhor Cinematografia (no original, em inglês: BAFTA Award for Best Cinematography) é um dos prêmios atribuídos aos diretores de fotografia desde o ano de 1963.

## Vencedores e indicados

### Década de 1960
Melhor Cinematografia – Preto e Branco
| Ano  | Filme                             | Vencedor(es)        |
| ---- | --------------------------------- | ------------------- |
| 1964 | The Servant                       | Douglas Slocombe    |
| 1964 | Billy Liar                        | Denys Coop          |
| 1964 | Heavens Above!                    | Mutz Greenbaum      |
| 1964 | Station Six-Sahara                | Gerald Gibbs        |
| 1964 | The Victors                       | Christopher Challis |
| 1965 | The Pumpkin Eater                 | Oswald Morris       |
| 1965 | Guns at Batasi                    | Douglas Slocombe    |
| 1965 | King and Country                  | Denys Coop          |
| 1965 | Séance on a Wet Afternoon         | Gerry Turpin        |
| 1966 | The Hill                          | Oswald Morris       |
| 1966 | Darling                           | Kenneth Higgins     |
| 1966 | The Knack ...and How to Get It    | David Watkin        |
| 1966 | Repulsion                         | Gilbert Taylor      |
| 1967 | The Spy Who Came in from the Cold | Oswald Morris       |
| 1967 | Bunny Lake Is Missing             | Denys Coop          |
| 1967 | Cul-de-sac                        | Gilbert Taylor      |
| 1967 | Georgy Girl                       | Kenneth Higgins     |
| 1968 | The Whisperers                    | Gerry Turpin        |
| 1968 | Mademoiselle                      | David Watkin        |
| 1968 | The Sailor from Gibraltar         | Raoul Coutard       |
| 1968 | Ulysses                           | Wolfgang Suschitzky |

Melhor Cinematografia – Colorida
| Year | Film                                           | Recipient(s)        |
| ---- | ---------------------------------------------- | ------------------- |
| 1964 | From Russia with Love                          | Ted Moore           |
| 1964 | The Running Man                                | Robert Krasker      |
| 1964 | The V.I.P.s                                    | Jack Hildyard       |
| 1964 | Tamahine                                       | Geoffrey Unsworth   |
| 1964 | Nine Hours to Rama                             | Arthur Ibbetson     |
| 1964 | Sammy Going South                              | Erwin Hillier       |
| 1964 | The Scarlet Blade                              | Jack Asher          |
| 1965 | Becket                                         | Geoffrey Unsworth   |
| 1965 | The 7th Dawn                                   | Freddie Young       |
| 1965 | The Chalk Garden                               | Arthur Ibbetson     |
| 1965 | Nothing but the Best                           | Nicolas Roeg        |
| 1965 | The Yellow Rolls-Royce                         | Jack Hildyard       |
| 1966 | The Ipcress File                               | Otto Heller         |
| 1966 | Help!                                          | David Watkin        |
| 1966 | Those Magnificent Men in Their Flying Machines | Christopher Challis |
| 1966 | Lord Jim                                       | Freddie Young       |
| 1967 | Arabesque                                      | Christopher Challis |
| 1967 | Alfie                                          | Otto Heller         |
| 1967 | The Blue Max                                   | Douglas Slocombe    |
| 1967 | Modesty Blaise                                 | Jack Hildyard       |
| 1968 | A Man for All Seasons                          | Ted Moore           |
| 1968 | Blow-Up                                        | Carlo Di Palma      |
| 1968 | The Deadly Affair                              | Freddie Young       |
| 1968 | Far from the Madding Crowd                     | Nicolas Roeg        |

Melhor Cinematografia
| Ano  | Filme                           | Vencedor(es)      |
| ---- | ------------------------------- | ----------------- |
| 1969 | 2001: A Space Odyssey           | Geoffrey Unsworth |
| 1969 | The Charge of the Light Brigade | David Watkin      |
| 1969 | Elvira Madigan                  | Jörgen Persson    |
| 1969 | The Lion in Winter              | Douglas Slocombe  |
| 1970 | Oh! What a Lovely War           | Gerry Turpin      |
| 1970 | Bullitt                         | William A. Fraker |
| 1970 | Funny Girl                      | Harry Stradling   |
| 1970 | Hello, Dolly!                   | Harry Stradling   |
| 1970 | The Magus                       | Billy Williams    |
| 1970 | Women in Love                   | Billy Williams    |

### Década de 1970
| Ano  | Filme                                                            | Vencedor(es)                                    |
| ---- | ---------------------------------------------------------------- | ----------------------------------------------- |
| 1971 | Butch Cassidy and the Sundance Kid                               | Conrad Hall                                     |
| 1971 | Catch-22                                                         | David Watkin                                    |
| 1971 | Ryan's Daughter                                                  | Freddie Young                                   |
| 1971 | Waterloo                                                         | Armando Nannuzzi                                |
| 1972 | Morte a Venezia (Death in Venice)                                | Pasqualino De Santis                            |
| 1972 | Fiddler on the Roof                                              | Oswald Morris                                   |
| 1972 | The Go-Between                                                   | Gerry Fisher                                    |
| 1972 | Sunday Bloody Sunday                                             | Billy Williams                                  |
| 1973 | Alice's Adventures in Wonderland e Cabaret                       | Geoffrey Unsworth                               |
| 1973 | A Clockwork Orange                                               | John Alcott                                     |
| 1973 | Il giardino dei Finzi-Contini (The Garden of the Finzi-Continis) | Ennio Guarnieri                                 |
| 1973 | Deliverance                                                      | Vilmos Zsigmond                                 |
| 1973 | Images                                                           | Vilmos Zsigmond                                 |
| 1973 | McCabe & Mrs. Miller                                             | Vilmos Zsigmond                                 |
| 1974 | Don't Look Now                                                   | Anthony B. Richmond                             |
| 1974 | Jesus Christ Superstar                                           | Douglas Slocombe                                |
| 1974 | Travels with My Aunt                                             | Douglas Slocombe                                |
| 1974 | Sleuth                                                           | Oswald Morris                                   |
| 1974 | Viskningar och rop (Cries and Whispers)                          | Sven Nykvist                                    |
| 1975 | The Great Gatsby                                                 | Douglas Slocombe                                |
| 1975 | Chinatown                                                        | John A. Alonzo                                  |
| 1975 | Murder on the Orient Express                                     | Geoffrey Unsworth                               |
| 1975 | Zardoz                                                           | Geoffrey Unsworth                               |
| 1975 | The Three Musketeers                                             | David Watkin                                    |
| 1976 | Barry Lyndon                                                     | John Alcott                                     |
| 1976 | The Man Who Would Be King                                        | Oswald Morris                                   |
| 1976 | Rollerball                                                       | Douglas Slocombe                                |
| 1976 | The Towering Inferno                                             | Fred J. Koenekamp                               |
| 1977 | Picnic at Hanging Rock                                           | Russell Boyd                                    |
| 1977 | Aces High                                                        | Peter Allwork e Gerry Fisher                    |
| 1977 | All the President's Men                                          | Gordon Willis                                   |
| 1977 | One Flew Over the Cuckoo's Nest                                  | Bill Butler, William A. Fraker e Haskell Wexler |
| 1978 | A Bridge Too Far                                                 | Geoffrey Unsworth                               |
| 1978 | The Deep                                                         | Christopher Challis                             |
| 1978 | Il Casanova di Federico Fellini (Fellini's Casanova)             | Giuseppe Rotunno                                |
| 1978 | Valentino                                                        | Peter Suschitzky                                |
| 1979 | Julia                                                            | Douglas Slocombe                                |
| 1979 | Close Encounters of the Third Kind                               | Vilmos Zsigmond                                 |
| 1979 | The Duellists                                                    | Frank Tidy                                      |
| 1979 | Superman                                                         | Geoffrey Unsworth                               |
| 1980 | The Deer Hunter                                                  | Vilmos Zsigmond                                 |
| 1980 | Apocalypse Now                                                   | Vittorio Storaro                                |
| 1980 | Manhattan                                                        | Gordon Willis                                   |
| 1980 | Yanks                                                            | Dick Bush                                       |

### Década de 1980
| Ano  | Filme                                             | Vencedor(es)                         |
| ---- | ------------------------------------------------- | ------------------------------------ |
| 1981 | All That Jazz                                     | Giuseppe Rotunno                     |
| 1981 | The Black Stallion                                | Caleb Deschanel                      |
| 1981 | The Elephant Man                                  | Freddie Francis                      |
| 1981 | Kagemusha                                         | Takao Saitô e Masaharu Ueda          |
| 1982 | Tess                                              | Ghislain Cloquet e Geoffrey Unsworth |
| 1982 | Chariots of Fire                                  | David Watkin                         |
| 1982 | The French Lieutenant's Woman                     | Freddie Francis                      |
| 1982 | Raiders of the Lost Ark                           | Douglas Slocombe                     |
| 1983 | Blade Runner                                      | Jordan Cronenweth                    |
| 1983 | E.T. the Extra-Terrestrial                        | Allen Daviau                         |
| 1983 | Gandhi                                            | Ronnie Taylor e Billy Williams       |
| 1983 | Reds                                              | Vittorio Storaro                     |
| 1984 | Fanny och Alexander                               | Sven Nykvist                         |
| 1984 | Heat and Dust                                     | Walter Lassally                      |
| 1984 | Local Hero                                        | Chris Menges                         |
| 1984 | Zelig                                             | Gordon Willis                        |
| 1985 | The Killing Fields                                | Chris Menges                         |
| 1985 | Greystoke: The Legend of Tarzan, Lord of the Apes | John Alcott                          |
| 1985 | Indiana Jones and the Temple of Doom              | Douglas Slocombe                     |
| 1985 | Once Upon a Time in America                       | Tonino Delli Colli                   |
| 1986 | Amadeus                                           | Miroslav Ondříček                    |
| 1986 | The Emerald Forest                                | Philippe Rousselot                   |
| 1986 | A Passage to India                                | Ernest Day                           |
| 1986 | Witness                                           | John Seale                           |
| 1987 | Out of Africa                                     | David Watkin                         |
| 1987 | The Mission                                       | Chris Menges                         |
| 1987 | Ran                                               | Takao Saitô e Masaharu Ueda          |
| 1987 | A Room with a View                                | Tony Pierce-Roberts                  |
| 1988 | Jean de Florette                                  | Bruno Nuytten                        |
| 1988 | Cry Freedom                                       | Ronnie Taylor                        |
| 1988 | Hope and Glory                                    | Philippe Rousselot                   |
| 1988 | Platoon                                           | Robert Richardson                    |
| 1989 | Empire of the Sun                                 | Allen Daviau                         |
| 1989 | Babettes gæstebud (Babette's Feast)               | Henning Kristiansen                  |
| 1989 | The Last Emperor                                  | Vittorio Storaro                     |
| 1989 | Who Framed Roger Rabbit                           | Dean Cundey                          |
| 1990 | Mississippi Burning                               | Peter Biziou                         |
| 1990 | Dangerous Liaisons                                | Philippe Rousselot                   |
| 1990 | L'Ours (The Bear)                                 | Philippe Rousselot                   |
| 1990 | Gorillas in the Mist                              | John Seale                           |
| 1990 | Henry V                                           | Kenneth MacMillan                    |

### Década de 1990
| Ano  | Filme                                            | Vencedor(es)        |
| ---- | ------------------------------------------------ | ------------------- |
| 1991 | The Sheltering Sky                               | Vittorio Storaro    |
| 1991 | Goodfellas                                       | Michael Ballhaus    |
| 1991 | Glory                                            | Freddie Francis     |
| 1991 | Nuovo Cinema Paradiso                            | Blasco Giurato      |
| 1992 | Cyrano de Bergerac                               | Pierre Lhomme       |
| 1992 | Thelma & Louise                                  | Adrian Biddle       |
| 1992 | The Silence of the Lambs                         | Tak Fujimoto        |
| 1992 | Dances with Wolves                               | Dean Semler         |
| 1993 | The Last of the Mohicans                         | Dante Spinotti      |
| 1993 | Cape Fear                                        | Freddie Francis     |
| 1993 | Strictly Ballroom                                | Jack N. Green       |
| 1993 | Howards End                                      | Tony Pierce-Roberts |
| 1994 | Schindler's List                                 | Janusz Kamiński     |
| 1994 | The Age of Innocence                             | Michael Ballhaus    |
| 1994 | The Piano                                        | Stuart Dryburgh     |
| 1994 | The Remains of the Day                           | Tony Pierce-Roberts |
| 1995 | Interview with the Vampire                       | Philippe Rousselot  |
| 1995 | The Adventures of Priscilla, Queen of the Desert | Brian J. Breheny    |
| 1995 | Forrest Gump                                     | Don Burgess         |
| 1995 | Pulp Fiction                                     | Andrzej Sekuła      |
| 1996 | Braveheart                                       | John Toll           |
| 1996 | Sense and Sensibility                            | Michael Coulter     |
| 1996 | Apollo 13                                        | Dean Cundey         |
| 1996 | The Madness of King George                       | Andrew Dunn         |
| 1997 | The English Patient                              | John Seale          |
| 1997 | Fargo                                            | Roger Deakins       |
| 1997 | Evita                                            | Darius Khondji      |
| 1997 | Michael Collins                                  | Chris Menges        |
| 1998 | The Wings of the Dove                            | Eduardo Serra       |
| 1998 | Titanic                                          | Russell Carpenter   |
| 1998 | Romeo + Juliet                                   | Donald McAlpine     |
| 1998 | L.A. Confidential                                | Dante Spinotti      |
| 1999 | Elizabeth                                        | Remi Adefarasin     |
| 1999 | The Truman Show                                  | Peter Biziou        |
| 1999 | Shakespeare in Love                              | Richard Greatrex    |
| 1999 | Saving Private Ryan                              | Janusz Kamiński     |
| 2000 | American Beauty                                  | Conrad Hall         |
| 2000 | The Matrix                                       | Bill Pope           |
| 2000 | The End of the Affair                            | Roger Pratt         |
| 2000 | The Talented Mr. Ripley                          | John Seale          |
| 2000 | Angela's Ashes                                   | Michael Seresin     |

### Década de 2000
| Ano  | Filme                                             | Vencedor(es)                   |
| ---- | ------------------------------------------------- | ------------------------------ |
| 2001 | Gladiator                                         | John Mathieson                 |
| 2001 | O Brother, Where Art Thou?                        | Roger Deakins                  |
| 2001 | Wo hu cang long (Crouching Tiger, Hidden Dragon)  | Peter Pau                      |
| 2001 | Chocolat                                          | Roger Pratt                    |
| 2001 | Billy Elliot                                      | Brian Tufano                   |
| 2002 | The Man Who Wasn't There                          | Roger Deakins                  |
| 2002 | Le fabuleux destin d'Amélie Poulain               | Bruno Delbonnel                |
| 2002 | Black Hawk Down                                   | Sławomir Idziak                |
| 2002 | The Lord of the Rings: The Fellowship of the Ring | Andrew Lesnie                  |
| 2002 | Moulin Rouge!                                     | Donald McAlpine                |
| 2003 | Road to Perdition                                 | Conrad Hall                    |
| 2003 | Gangs of New York                                 | Michael Ballhaus               |
| 2003 | Chicago                                           | Dion Beebe                     |
| 2003 | The Pianist                                       | Paweł Edelman                  |
| 2003 | The Lord of the Rings: The Two Towers             | Andrew Lesnie                  |
| 2004 | The Lord of the Rings: The Return of the King     | Andrew Lesnie                  |
| 2004 | Lost in Translation                               | Lance Acord                    |
| 2004 | Master and Commander: The Far Side of the World   | Russell Boyd                   |
| 2004 | Cold Mountain                                     | John Seale                     |
| 2004 | Girl with a Pearl Earring                         | Eduardo Serra                  |
| 2005 | Collateral                                        | Dion Beebe e Paul Cameron      |
| 2005 | The Aviator                                       | Robert Richardson              |
| 2005 | Finding Neverland                                 | Roberto Schaefer               |
| 2005 | Shi mian mai fu (House of Flying Daggers)         | Zhao Xiaoding                  |
| 2005 | Diários de Motocicleta (The Motorcycle Diaries)   | Éric Gautier                   |
| 2006 | Memoirs of a Geisha                               | Dion Beebe                     |
| 2006 | La marche de l'empereur (March of the Penguins)   | Laurent Chalet e Jérôme Maison |
| 2006 | The Constant Gardener                             | César Charlone                 |
| 2006 | Crash                                             | J. Michael Muro                |
| 2006 | Brokeback Mountain                                | Rodrigo Prieto                 |
| 2007 | Children of Men                                   | Emmanuel Lubezki               |
| 2007 | United 93                                         | Barry Ackroyd                  |
| 2007 | Casino Royale                                     | Phil Méheux                    |
| 2007 | El laberinto del fauno (Pan's Labyrinth)          | Guillermo Navarro              |
| 2007 | Babel                                             | Rodrigo Prieto                 |
| 2008 | No Country for Old Men                            | Roger Deakins                  |
| 2008 | There Will Be Blood                               | Robert Elswit                  |
| 2008 | Atonement                                         | Seamus McGarvey                |
| 2008 | American Gangster                                 | Harris Savides                 |
| 2008 | The Bourne Ultimatum                              | Oliver Wood                    |
| 2009 | Slumdog Millionaire                               | Anthony Dod Mantle             |
| 2009 | The Reader                                        | Roger Deakins e Chris Menges   |
| 2009 | The Curious Case of Benjamin Button               | Claudio Miranda                |
| 2009 | The Dark Knight                                   | Wally Pfister                  |
| 2009 | Changeling                                        | Tom Stern                      |
| 2010 | The Hurt Locker                                   | Barry Ackroyd                  |
| 2010 | The Road                                          | Javier Aguirresarobe           |
| 2010 | Avatar                                            | Mauro Fiore                    |
| 2010 | District 9                                        | Trent Opaloch                  |
| 2010 | Inglourious Basterds                              | Robert Richardson              |

### Década de 2010
| Ano  | Filme                                           | Vencedor(es)                         |
| ---- | ----------------------------------------------- | ------------------------------------ |
| 2011 | True Grit                                       | Roger Deakins                        |
| 2011 | 127 Hours                                       | Enrique Chediak e Anthony Dod Mantle |
| 2011 | The King's Speech                               | Danny Cohen                          |
| 2011 | Black Swan                                      | Matthew Libatique                    |
| 2011 | Inception                                       | Wally Pfister                        |
| 2012 | The Artist                                      | Guillaume Schiffman                  |
| 2012 | The Girl with the Dragon Tattoo                 | Jeff Cronenweth                      |
| 2012 | War Horse                                       | Janusz Kamiński                      |
| 2012 | Hugo                                            | Robert Richardson                    |
| 2012 | Tinker Tailor Soldier Spy                       | Hoyte van Hoytema                    |
| 2013 | Life of Pi                                      | Claudio Miranda                      |
| 2013 | Les Misérables                                  | Danny Cohen                          |
| 2013 | Skyfall                                         | Roger Deakins                        |
| 2013 | Lincoln                                         | Janusz Kamiński                      |
| 2013 | Anna Karenina                                   | Seamus McGarvey                      |
| 2014 | Gravity                                         | Emmanuel Lubezki                     |
| 2014 | Captain Phillips                                | Barry Ackroyd                        |
| 2014 | 12 Years a Slave                                | Sean Bobbitt                         |
| 2014 | Inside Llewyn Davis                             | Bruno Delbonnel                      |
| 2014 | Nebraska                                        | Phedon Papamichael                   |
| 2015 | Birdman or (The Unexpected Virtue of Ignorance) | Emmanuel Lubezki                     |
| 2015 | Ida                                             | Ryszard Lenczewski e Łukasz Żal      |
| 2015 | Mr. Turner                                      | Dick Pope                            |
| 2015 | Interstellar                                    | Hoyte van Hoytema                    |
| 2015 | The Grand Budapest Hotel                        | Robert Yeoman                        |
| 2016 | The Revenant                                    | Emmanuel Lubezki                     |
| 2016 | Sicario                                         | Roger Deakins                        |
| 2016 | Bridge of Spies                                 | Janusz Kamiński                      |
| 2016 | Carol                                           | Edward Lachman                       |
| 2016 | Mad Max: Fury Road                              | John Seale                           |
| 2017 | La La Land                                      | Linus Sandgren                       |
| 2017 | Lion                                            | Greig Fraser                         |
| 2017 | Nocturnal Animals                               | Seamus McGarvey                      |
| 2017 | Hell or High Water                              | Giles Nuttgens                       |
| 2017 | Arrival                                         | Bradford Young                       |
| 2018 | Blade Runner 2049                               | Roger Deakins                        |
| 2018 | Three Billboards Outside Ebbing, Missouri       | Ben Davis                            |
| 2018 | Darkest Hour                                    | Bruno Delbonnel                      |
| 2018 | The Shape of Water                              | Dan Laustsen                         |
| 2018 | Dunkirk                                         | Hoyte van Hoytema                    |
| 2019 | Roma                                            | Alfonso Cuarón                       |
| 2019 | The Favourite                                   | Robbie Ryan                          |
| 2019 | First Man                                       | Linus Sandgren                       |
| 2019 | Bohemian Rhapsody                               | Newton Thomas Sigel                  |
| 2019 | Zimna wojna (Cold War)                          | Łukasz Żal                           |
| 2020 | 1917                                            | Roger Deakins                        |
| 2020 | Ford v Ferrari                                  | Phedon Papamichael                   |
| 2020 | The Irishman                                    | Rodrigo Prieto                       |
| 2020 | Joker                                           | Lawrence Sher                        |
| 2020 | The Lighthouse                                  | Jarin Blaschke                       |

### Década de 2020
| Ano  | Filme                       | Vencedor(es)          |
| ---- | --------------------------- | --------------------- |
| 2021 | Nomadland                   | Joshua James Richards |
| 2021 | Judas and the Black Messiah | Sean Bobbitt          |
| 2021 | Mank                        | Erik Messerschmidt    |
| 2021 | The Mauritanian             | Alwin H. Küchler      |
| 2021 | News of the World           | Dariusz Wolski        |
| 2022 | Dune                        | Greig Fraser          |
| 2022 | Nightmare Alley             | Dan Laustsen          |
| 2022 | No Time to Die              | Linus Sandgren        |
| 2022 | The Power of the Dog        | Ari Wegner            |
| 2022 | The Tragedy of Macbeth      | Bruno Delbonnel       |
| 2023 | Im Westen nichts Neues      | James Friend          |
| 2023 | The Batman                  | Greig Fraser          |
| 2023 | Elvis                       | Mandy Walker          |
| 2023 | Empire of Light             | Roger Deakins         |
| 2023 | Top Gun: Maverick           | Claudio Miranda       |
| 2024 | Oppenheimer                 | Hoyte van Hoytema     |
| 2024 | Maestro                     | Matthew Libatique     |
| 2024 | Poor Things                 | Robbie Ryan           |
| 2024 | The Zone of Interest        | Łukasz Żal            |
| 2024 | Killers of the Flower Moon  | Rodrigo Prieto        |
| 2025 | The Brutalist               | Lol Crawley           |
| 2025 | Conclave                    | Stéphane Fontaine     |
| 2025 | Nosferatu                   | Jarin Blaschke        |
| 2025 | Emilia Pérez                | Paul Guilhaume        |
| 2025 | Dune: Part Two              | Greig Fraser          |